# خطوط ألوها الجوية
خطوط ألوها الجوية (بالإنجليزية: Aloha Airlines)‏: شركة طيران أمريكية مقرها في هونولولو، أوهايو هاواي،  تعمل من محور في مطار هونولولو الدولي. بدأت عملياتها في 26 يوليو 1946، وتوقفت في 31 مارس 2008.